# Galon (miara)
     Litr
     Galon amerykański
     Galon angielski
     Brak danych

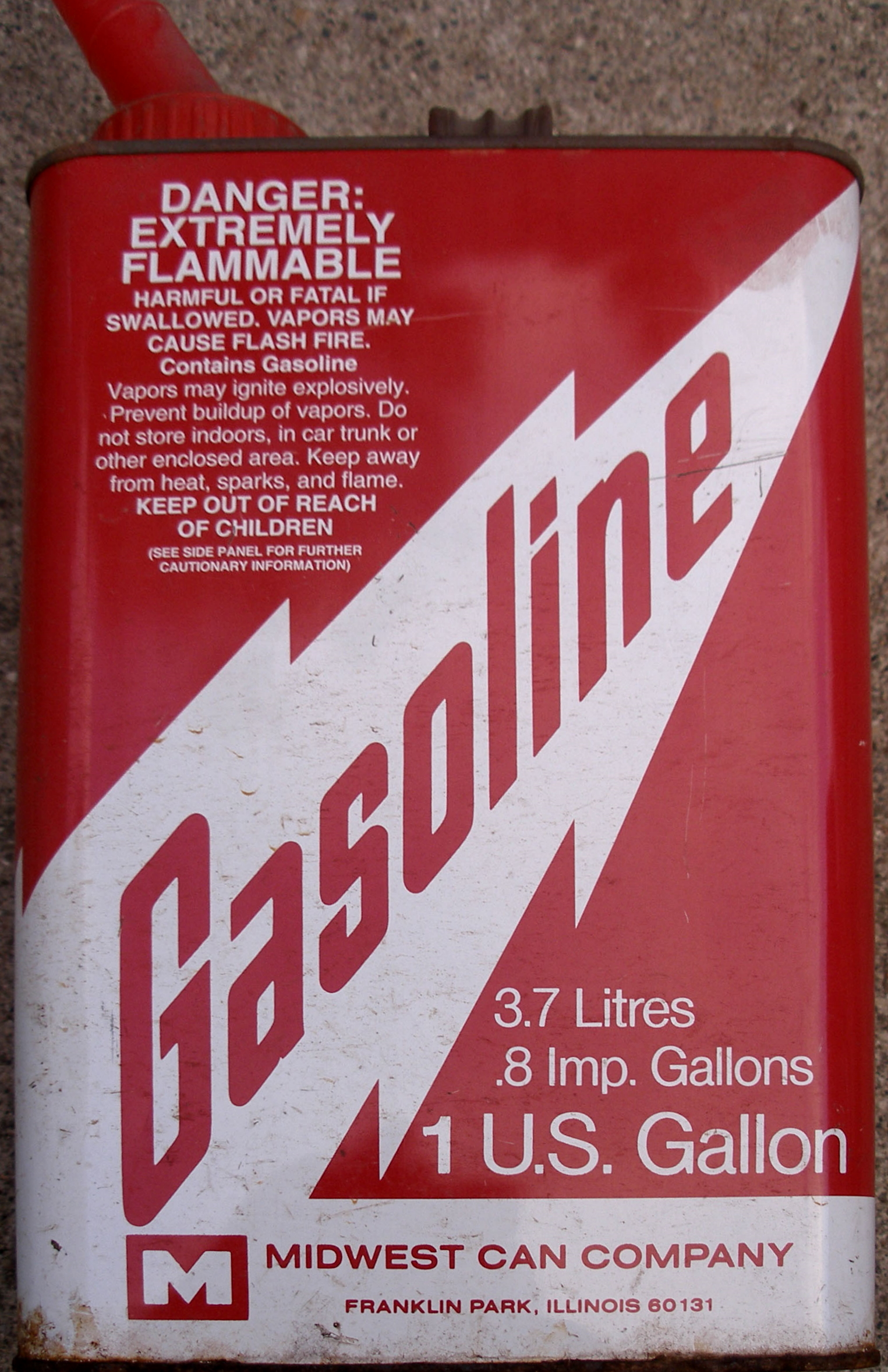
Kanister o pojemności 1 galonu amerykańskiego

Jednostki benzyny używane na świecie:
Litr
Galon amerykański
Galon angielski
Brak danych

Galon (skrót gal) – miara objętości (pojemności) płynów i ciał sypkich stosowana w krajach anglosaskich:
- Galon angielski (ang. imperial gallon) = 4 kwarty angielskie = 8 pint angielskich = 4,54609 litra,
- Galon amerykański dla płynów (ang. US liquid gallon) = 231 cali sześciennych = 3,785411784 litra,
- Galon amerykański dla ciał sypkich (ang. US dry gallon) = 4 kwarty amerykańskie = 8 pint amerykańskich = 4,40488377086 litra.